# Línea 713 (Interdepartamental Montevideo)
La línea 713 es una línea de transporte interdepartamental, la cual une Montevideo con el balneario Jaureguiberry ubicado en el departamento de Canelones.

## Características
Al considerarse como un servicio interdepartamental, debido a brindar un recorrido de mayor distancia y en zonas no comprendidas dentro del área metropolitana de Montevideo, su operación está a cargo de Copsa Este y todos sus servicios parten desde la Terminal Tres Cruces.